# Klubina
Klubina je naseljeno mjesto u okrugu Čadca u Žilinskom kraju u Slovačkoj.

## Stanovništvo
| Godina:     | 1993. | 2003.   | 2013.   | 2023.   |
| ----------- | ----- | ------- | ------- | ------- |
| Broj ljudi: | 522   | 517     | 541     | 544     |
| Razlika:    |       | -0,95 % | +4,64 % | +0,55 % |

| Godina:     | 2022. | 2023.   |
| ----------- | ----- | ------- |
| Broj ljudi: | 539   | 544     |
| Razlika:    |       | +0,92 % |

Prema podatcima o broju stanovnika iz 2023. godine naselje je imalo 544 stanovnika.

## Vanjske poveznice
|  | Zajednički poslužitelj ima još gradiva o temi Klubina |

- Službena stranica naselja (sl.)